# Чжилийская клика
Чжилийская клика (кит. трад. 直(隸)系軍閥, пиньинь Zhí (Lì) Xì Jūn Fá) — одна из клик, на которые распалась группировка бэйянских милитаристов после смерти Юань Шикая.
Чжилийская клика была преобладающей силой в центральном правительстве в Пекине в 1920−1924 годов. Лидеры клики неоднократно возглавляли пекинское правительство. В частности в клику входили президенты Фэн Гочжан (6 августа 1917 — 10 октября 1918) и Цао Кунь (10 октября 1923 — 30 октября 1924). В правительстве клика боролась за влияние с Аньхойской кликой и Фэнтяньской кликой, и это противостояние сопровождалось сложными интригами и военными столкновениями.

## История
Лидером клики был Фэн Гочжан, а после его смерти в 1919 — У Пэйфу и Цао Кунь, происходившие из провинции Чжили (современный Хэбэй), отчего клика и получила название Чжилийской. Имела своей основной территориальной базой провинции Чжили, Хэнань, Хубэй и Хунань. Клика занимала антияпонскую позицию и пользовалась финансовой поддержкой английских и американских капиталистов.

### Кризис 1917 года и президентствоФэн Гочжана
После смерти Юань Шикая в 1917 году разразился правительственный кризис. Президент Ли Юаньхун отправил в отставку премьер-министра Дуань Цижуя, верные премьеру губернаторы стали требовать отставки президента, в Пекин в июне вошёл Чжан Сюнь, который 1 июля восстановил монархию, поставив на трон императора Пу И (см. подробно Попытка реставрации династии Цин). Дуань Цижуй собрал войска и штурмовал Запретный город в Пекине, восстановив республику 12 июля, вернув себе должность премьера, при этом временным президентом стал Фэн Гочжан. В правительстве возникло противостояние, которое привело к возникновению Чжилийской клики (Фэн Гочжана) и Аньхойской клики Дуань Цижуя.

### Выборы 1918 года и захват властиАньхойской кликой
В 1918 году были проведены выборы, на котором убедительную победу одержали сторонники Дуань Цижуя. Фэн Гочжана вынудили уйти в отставку, а президентом стал нейтральный Сюй Шичан, поддерживаемый Аньхойской кликой. Цао Кунь от Чжилийской клики не смог получить должность вице-президента, что привело к серьёзному расколу. Дуань Цижуй покинул пост премьера, но сохранил мощную армию.

### СвержениеАньхойской кликиприход к власти
Фэн Гочжан умер в конце 1919 года, лидером клики стали Цао Кунь и У Пэйфу, которые стали вести борьбу против правящей Аньхойской клики.
В июле 1920 года состоялась Чжили-Аньхойская война, которая закончилась разгромом Аньхойской клики. На стороне чжилийской клики выступил глава фэнтяньской клики Чжан Цзолинь. Основное сражение происходило 14-17 июля. Аньхойцы выступали на два фронта. У Пэйфу смог прорвать западный фронт и разгромить его. После поражения командующий восточного фронта Сюй Шучжэн бежал, оставив армию. Через два дня Дуань Цижуй подал в отставку, и 23 июля чжилийские войска вошли в Пекин.
Победив, Чжилийская клика захватила контроль над центральным Пекинским правительством, и удерживала власть в 1920—1924 годах.

### Борьба сфэнтяньской кликойи президентствоЦао Куня
В 1922 году ухудшились её отношения с фэнтяньской кликой. В начавшейся в конце апреля 1922 года войне (см. Первая Чжили-Фэнтяньская война) армия под командованием У Пэйфу разбила войска фэнтяньской клики. При содействии британского консула было заключено перемирие и установлена граница в Шаньхайгуане, фэнтяньские представители были выведены из пекинского правительства.
Цао Кунь занял пост президента республики и был признан в этом качестве большинством стран. В то время многие военные аналитики были убеждены, что вскоре чжилийская клика осуществит объединение Китая. В 1924 году конфликт в связи с контролем над Шанхаем привел ко второй чжилийско-фэнтянской войне. 23 октября, в разгар боевых действий, один из лидеров чжилийской клики Фэн Юйсян предал её, отведя войска с фронта в Пекин, где возглавил государственный переворот. Власть чжилийской клики пала.

### Утрата власти и господство в центральных провинциях
У Пэйфу отступил в центральный Китай, где продолжал удерживать Хунань и Хубэй вплоть до Северного похода Национальной революционной армии Чан Кайши.